# Amano Misaki
Amano Misaki (天野 実咲, sinh ngày 22 tháng 4 năm 1985) là một cựu cầu thủ bóng đá nữ người Nhật Bản.